# 유독물 낚시
유독물 낚시는 어독초나 청산염 등의 유독물을 사용한 낚시이다. 유해어법으로 금지되고 있다.